# Astronomisk fotografering

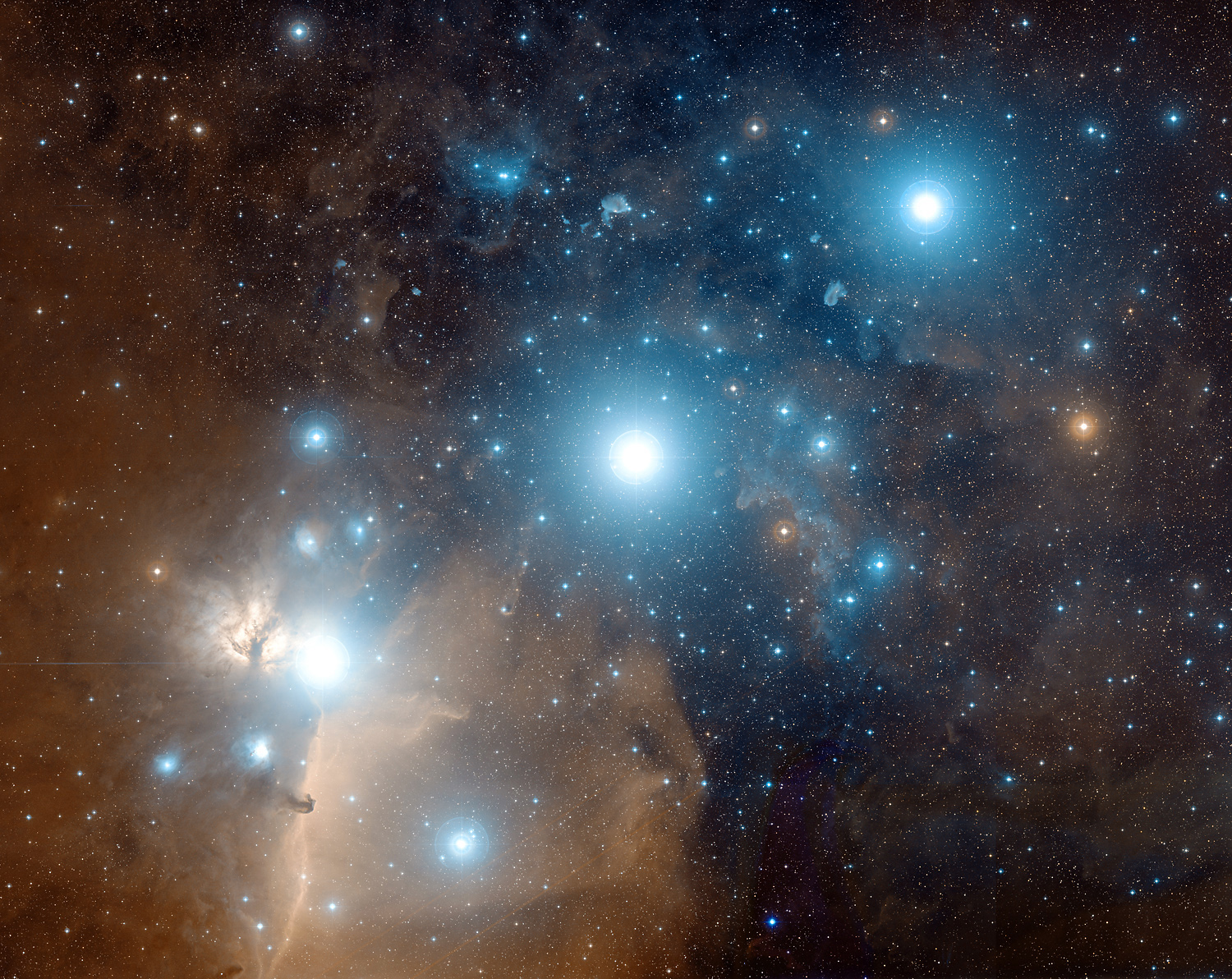
En bild av Orions bälte sammansatt från digitaliserade svartvita glasplåtar fotograferade genom röda och blå filter, med en datorsyntetiserad grön kanal. Bilderna togs med Samuel Oschin Telescope mellan 1987 och 1991.

Astronomisk fotografi eller bara astrofotografi är fotografering av astronomiska objekt, himmelska händelser eller områden i natthimlen. Det första fotografiet av ett astronomiskt objekt (Månen) togs 1840, men det var inte förrän i slutet av 1800-talet som de tekniska framstegen gjorde det möjligt att göra en detaljerad fotografering av stjärnorna. Förutom att kunna fotografera detaljer i objekt som månen, solen och planeterna, kan man med modern astrofotografi avbilda objekt som är osynliga för det mänskliga ögat som mörka stjärnor, nebulosor och galaxer. Detta görs genom långtidsexponering eftersom både film och digitalkameror kan ackumulera och summera fotoner över dessa långa tidsperioder.
Fotografering med förlängda exponeringstider revolutionerade området för professionell astronomisk forskning, och registrerade hundratusentals nya stjärnor och nebulosor som är osynliga för det mänskliga ögat. Specialiserade och allt större optiska teleskop konstruerades liksom större kameror för glasplåtar. Astrofotografi spelade en tidig roll i undersökningar av himlen och klassificering av stjärnor, men med tiden har mer sofistikerad utrustning och tekniker skapats för specifika områden av vetenskaplig forskning, med bildsensorer som bara blivit en av många typer av sensorer.
Idag är astrofotografi mestadels en underdisciplin inom amatörastronomi, där man vanligen söker estetiskt tilltalande bilder snarare än vetenskapliga data. Amatörer använder ett brett utbud av specialutrustning och tekniker.

## Hur fungerar det?

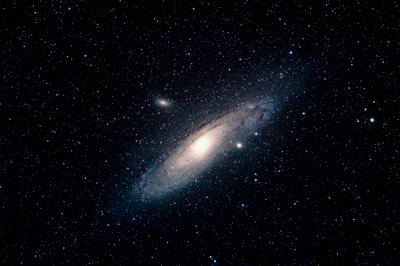
M31 - Andromedagalaxen fotograferad genom ett teleobjektiv med en digital systemkamera. Exponeringstiden var 40 minuter.

Med dagens digitala systemkameror är det förhållandevis enkelt att själv ta bilder av universum. Det enda som behövs är ett stadigt stativ och en kamera med möjlighet att justera slutartiden manuellt. Eftersom jorden roterar runt sin axel kommer så kallade stjärnspår att uppstå vid längre exponeringar. För att motverka jordens rotation används ett motordrivet stativ som vrider kameran i samma takt som jorden roterar. På så sätt kan långa exponeringar tas. Ju längre exponeringar desto ljussvagare objekt kan fotograferas.

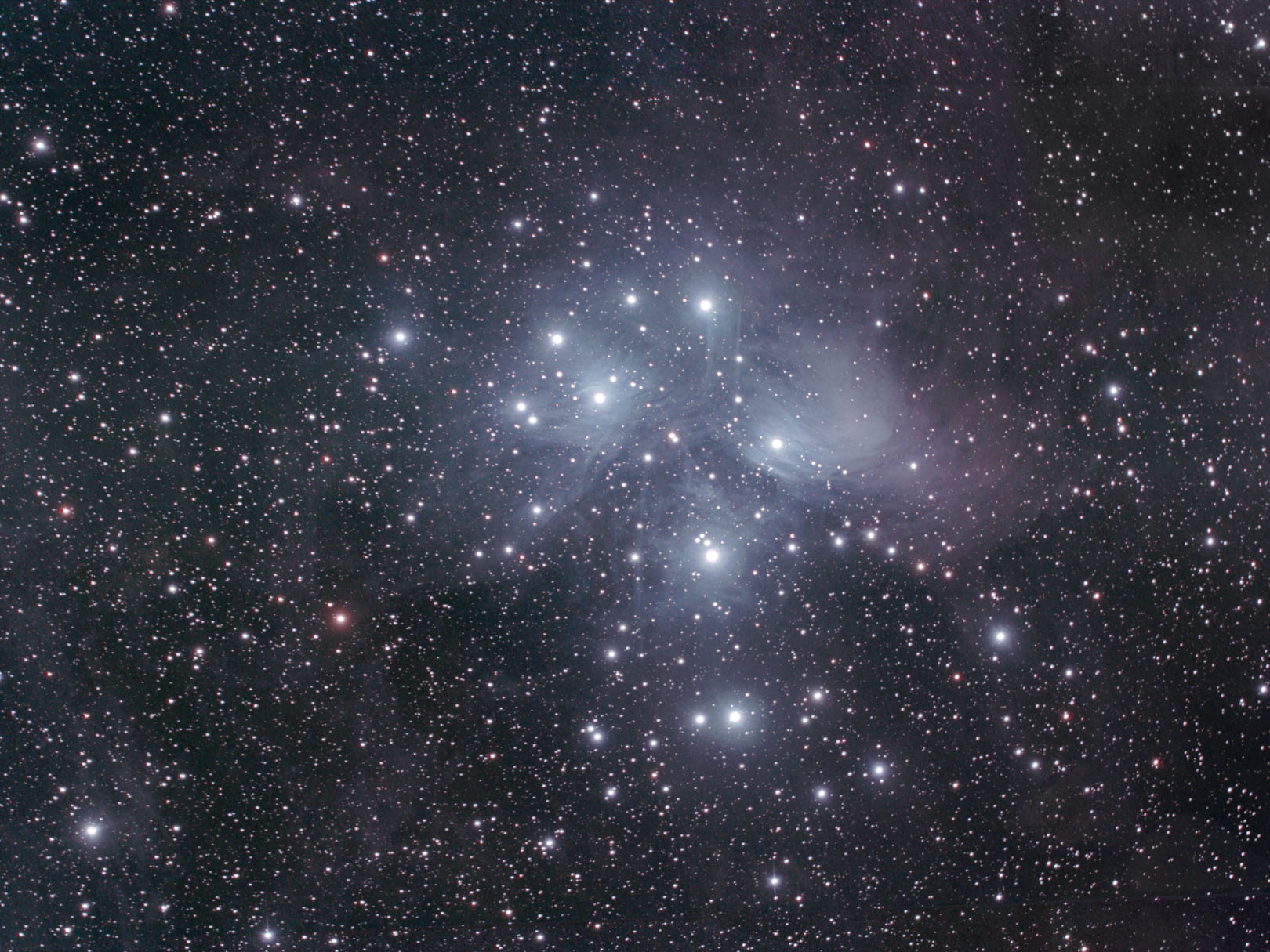
Ett foto på Plejaderna (M45) skapat genom att ta 44 10-minutersexponeringar och kombinera dessa.

En annan metod är att med så kallad "stacking" kombinera många korta exponeringar till en slutlig bild. Metoden skapar inte ljusstarkare bilder utan eliminerar istället mycket av det bildbrus som normalt skulle dränka ut stjärnor och ljussvagare fenomen. Genom bildbehandling kan på så sätt mindre stjärnor, planeter och nebulosor lyftas fram i bilden utan att brus tar över. I amatörastronomikretsar är det inte ovanligt att kombinera hundratals bilder tagna på ett och samma objekt för att uppnå ett så bra signal-brusförhållande som möjligt. Denna metod kan även framgångsrikt användas utan teleskop och kräver då i stort sett bara en kamera, ett stabilt kamerastativ och en fjärrkontroll med tidsintervall.

## Reciprocitet
Reciprocitetsfel är en viktig effekt inom filmbaserad astrofotografi. Objekt som galaxer och nebulosor är ofta så ljussvaga att de inte är synliga för ögat utan hjälp. För att göra saken värre stämmer inte många objekts spektra med filmemulsionens känslighetskurvor. Många av dessa mål är små och kräver långa brännvidder. Tillsammans gör dessa parametrar dessa mål extremt svåra att fånga med film; exponeringar från 30 minuter till långt över en timme är typiska. Som ett typiskt exempel tar det cirka 30 minuter att ta en bild av Andromedagalaxen vid f/4; för att få samma densitet vid f/8 skulle det krävas en exponering på cirka 200 minuter.
När ett teleskop spårar ett föremål är varje minut svår; därför är reciprocitetsfel ett av de viktigaste motiven för astronomer att byta till digital teknik. Elektroniska sensorer har sin egen begränsning vid lång exponeringstid och låga belysningsnivåer, vanligtvis inte kallade reciprocitetsfel, nämligen brus från läckström, men denna effekt kan minskas genom att kyla sensorn.